# Orgellandschaft Oberschwaben
Die Orgellandschaft Oberschwaben geht in ihrem heute erhaltenen Bestand bis ins 17. Jahrhundert zurück. Insgesamt stehen in Oberschwaben rund 200 Orgeln mit historisch bedingten regionalen (Orgellandschaft) Eigenschaften als Denkmalorgeln unter Schutz.

## 17. Jahrhundert

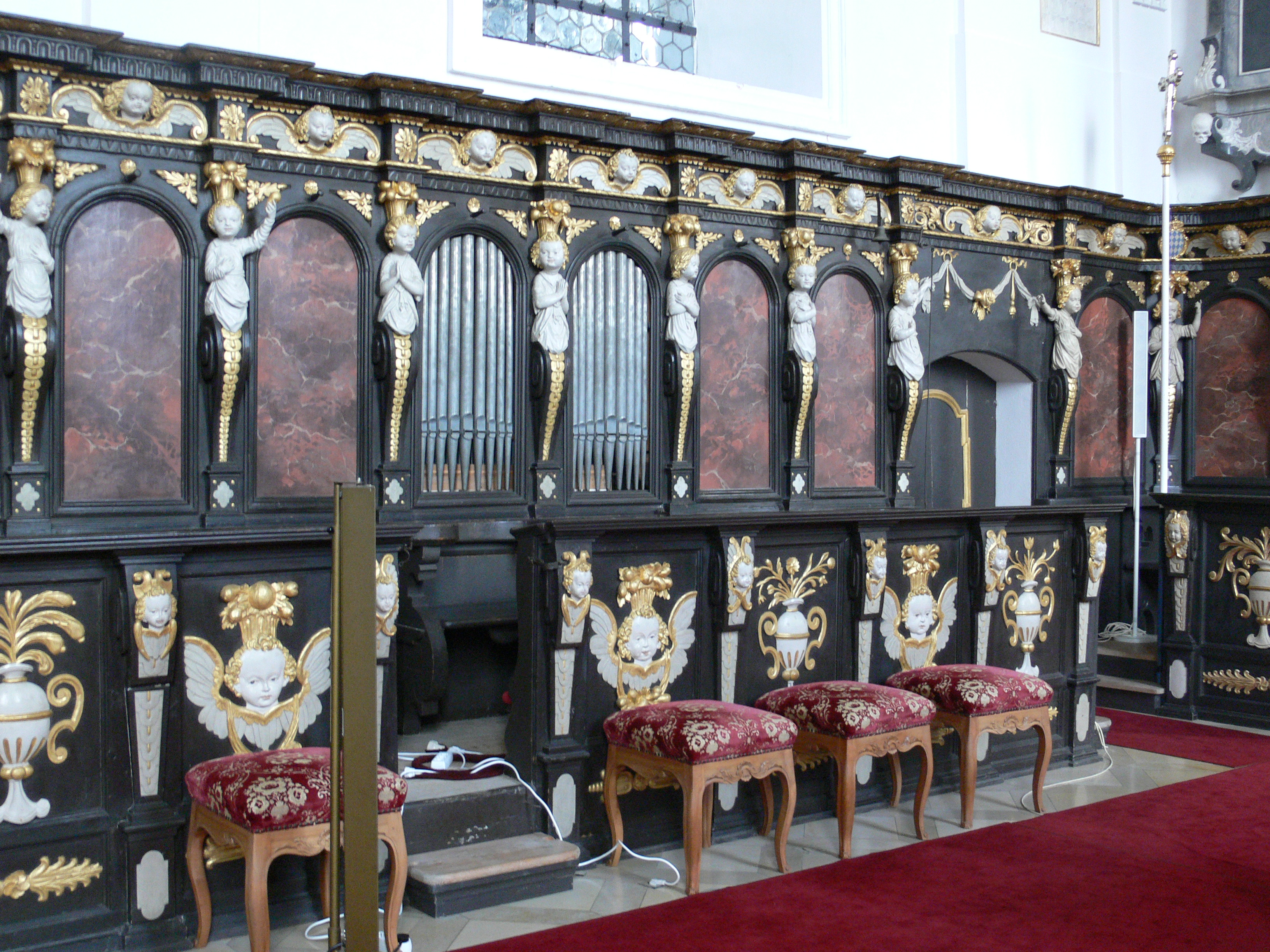
Chororgel in der Pfarrkirche St. Maria auf Schloss Zeil

In Augsburg ist erstmals um 1060 von einer Orgel die Rede, das Kloster Weltenburg an der Donau besaß um 1077 ein solches Instrument. Im 1056 gegründeten Kloster Weingarten finden sich unter Abt Conradus de Wagenbach um 1242–1266 die frühesten Nachweise über Orgeln in Oberschwaben: „Item ad Organa VIII lib..“ In der romanischen Klosterkirche von Salem erklang ab 1250 eine Orgel, nachdem Papst Innozenz das Singen mit Orgelbegleitung erlaubt hatte. Die Orgelgeschichte des Ulmer Münsters beginnt 1414, als ein „orglenmaister“ in der Stadt steuerpflichtig war. 1433 vollendete Meister Ludwig aus Breslau in der Liebfrauenkirche (Münster) zwei Orgeln.
Die in Teilen älteste Orgel Oberschwabens ist heute die Chororgel der katholischen Pfarrkirche St. Maria auf Schloss Zeil. Um 1609 erhielt „Meister Daniel wegen der Orgel“ 36 Gulden und 38 Kreuzer. Vermutlich ist das Daniel Hayl aus Irsee, der in der Region mehrmals arbeitete.

## 18. Jahrhundert
Die Glanzzeit des oberschwäbischen Orgelbaus ist das 18. Jahrhundert. Hier entstanden in den Klöstern prächtige Orgeln, von denen sechs Werke überwiegend original erhalten sind.
Es sind die beiden Gabler-Orgeln in Weingarten und Ochsenhausen, drei Orgeln von Johann Nepomuk Holzhey in Obermarchtal, Rot an der Rot und Weißenau (zwei weitere Instrumente von Holzhey sind in Neresheim und Ursberg erhalten). Dazu kommt die erwähnte Chororgel in der Schlosskirche Zeil. Zudem sind zwei Instrumente der Familie Schmahl (Jungingen 1770/1771 von Georg Friedrich Schmahl und Berghülen 1780–1784 von Johann Matthäus Schmahl) in Teilen original erhalten. Das sind acht Orgeln des 18. Jahrhunderts, zu denen drei oder vier Instrumente im ehemals hohenzollerischen Teil des Landkreises Sigmaringen (etwa in den Klöstern Inzigkofen und Wald) kommen.
Im noch nicht näher untersuchten Bodenseekreis ist wahrscheinlich keine Orgel des 18. Jahrhunderts mit Gehäuse und Pfeifenwerk mehr vorhanden.
Insgesamt sind höchstens ein Dutzend Orgeln des 18. Jahrhunderts in ganz Oberschwaben weitgehend komplett erhalten, dazu etwa drei Dutzend Prospekte, hinter denen modernes Pfeifenwerk (mit wenigen alten Resten) steht.

## 19. Jahrhundert bis Anfang 20. Jahrhundert

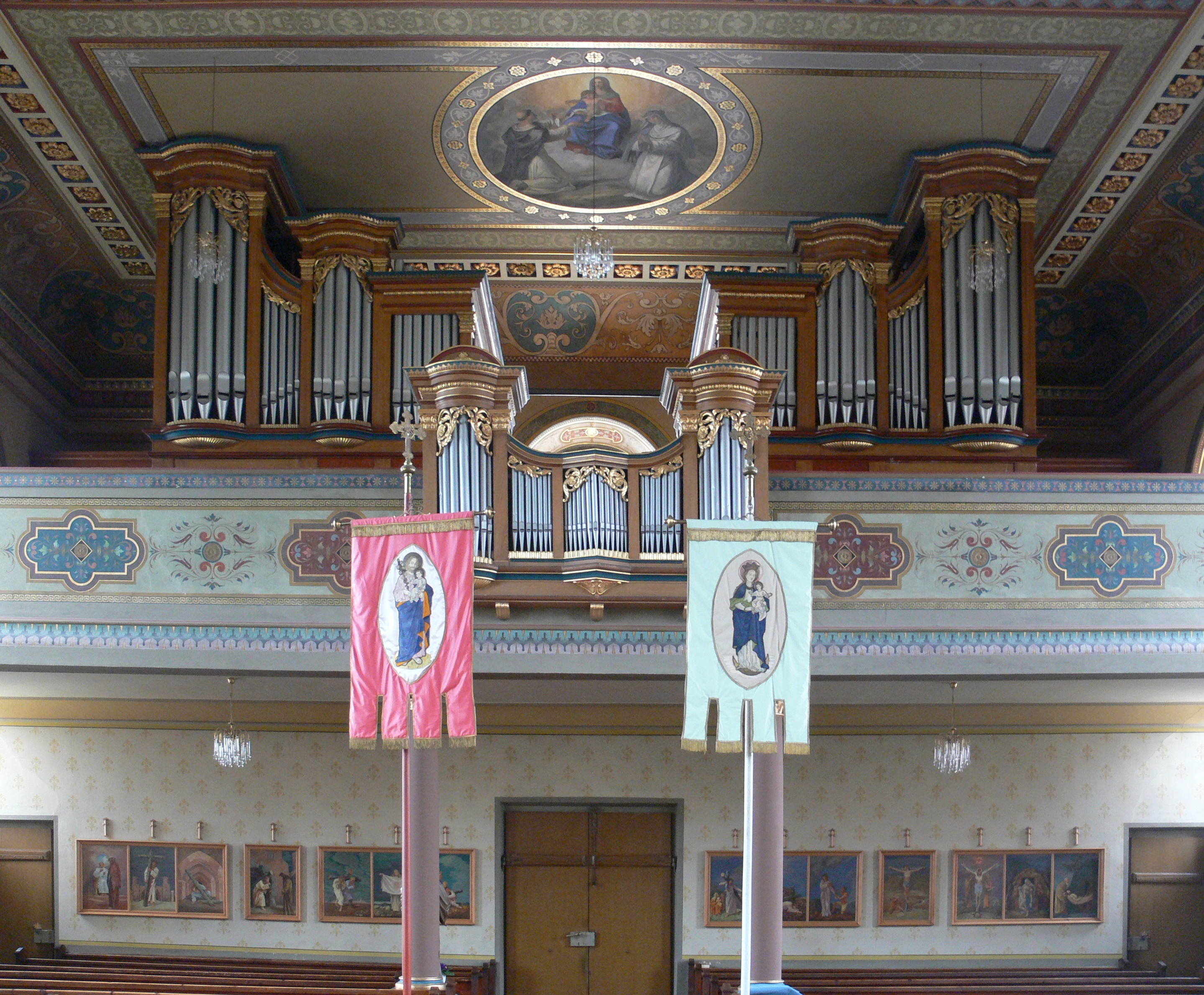
Orgel in der Pfarrkirche Wuchzenhofen (Gehäuse von Peter Paul Braun, 1845/1846)

Die Säkularisation beendete abrupt die Blütezeit des oberschwäbischen Orgelbaus. Mit der Aufhebung der Klöster verloren die Orgelbauer ihre wichtigsten Auftraggeber. So musste sich die Werkstatt von Johann (Nepomuk) Holzhey, 1798 noch mit Aufträgen überlastet, nach 1803 mit Schreinerarbeiten über Wasser halten.
Der Aufhebung der Klöster folgte eine etwa 30 Jahre lang andauernde Zeit der „wilden“ Orgelbauer. „Halbausgelernte Claviermacher oder andere Individuen, welche einige Zeit in den Werkstätten wirklicher Orgelbauer den Hobel geführt“, heißt es in einer Augsburger Publikation von 1848, seien dem Geschäft des Orgelbaus keinesfalls gewachsen und brächten den Gemeinden „den größten pekuniären Schaden“.
Diese Jahrzehnte sind in Oberschwaben mit Namen von Laien- und „Rucksackorgelbauern“ wie den Brüdern Joseph und Kaspar Speidel verbunden, die zwischen 1800 und 1830 an oberschwäbischen Orgeln arbeiteten. Zu ihnen gehören auch Franz Anton Ruef und sein Sohn Friedrich; letzterer saß lieber im Wirtshaus als dass er seiner Arbeit nachkam.
Nachdem sich die württembergische Verwaltung in Oberschwaben etabliert hatte, bestellte die königliche Administration auf Grund der vielen Beschwerden Orgelrevidenten. Das waren ausgewiesene Fachleute, darunter als einer der ersten im „Donaukreis“ der Ulmer Münsterorganist Friedrich Dieffenbacher. Er und seine Kollegen nahmen in ihren Gutachten kein Blatt vor den Mund und sorgten nach und nach für Ordnung. Keine Neuanschaffung oder Reparatur durfte ohne ihre Genehmigung in Auftrag gegeben werden.
Als 1854 die durchgehende Bahnverbindung Stuttgart–Ulm–Friedrichshafen fertig wurde, konnten sich innerhalb weniger Jahre die ausgebildeten Orgelbauer Carl Gottlieb Weigle (1810–1882), Eberhard Friedrich Walcker (1794–1872) und die Gebrüder Paul (1821–1891) und Johann (1821–1871) Link in Oberschwaben etablieren. Von Weigle sind etwa die 1856 (op. 31) erbaute Orgel in Altheim/Alb (Alb-Donau-Kreis), das 1861 errichtete Instrument in Lonsee (Alb-Donau-Kreis) und die 1863 in Baltringen (Landkreis Biberach) errichtete Orgel erhalten. Mehrere Orgeln von Weigle in oberschwäbischen Stadtkirchen – etwa in Biberach, Ehingen, Saulgau und Ravensburg – wurden im Zuge von Modernisierungen der 1960 bis 1970er Jahre abgebrochen.
In Bolstern (Stadt Bad Saulgau, Landkreis Sigmaringen) erbaute Walcker 1881/1882 eine Orgel, die fast völlig original erhalten ist. Das gilt auch für sein 1883 in Boms (Landkreis Ravensburg) erbautes Werk; kaum verändert ist seine Orgel von 1887 in Urlau (Kreis Ravensburg).
Von den im 19. Jahrhundert in Oberschwaben gebauten Orgeln haben sich eine ganze Reihe Werke verschiedener Meister erhalten. 1839 stellte der Ennetacher Orgelbauer Vitus Klingler in der (alten) Pfarrkirche St. Mauritius in Langenenslingen (Landkreis Biberach) eine Orgel auf, 1845 folgte ein Werk in Magenbuch (Landkreis Sigmaringen); beide Instrument sind im Kern erhalten.
Eine Orgel mit zehn Registern erstellte 1841/1842 der Ulmer Orgelbauer Franz Sales Hechinger für die Pfarrkirche St. Blasius in Attenweiler (Landkreis Biberach); sie ist weitgehend im originalen Zustand. Gut erhalten ist auch die achtregistrige, inzwischen restaurierte Orgel von Friedrich Schaefer, die er 1859 in der Dorfkirche von Michelwinnaden (Landkreis Ravensburg) aufstellte. Im gleichen Jahr lieferte der Rottweiler Orgelbauer Ferdinand Benz eine Orgel mit 10 Registern in die kath. Pfarrkirche St. Michael in Zwiefaltendorf, 1993 restaurierte die Werkstatt Späth das Instrument. „Als vortrefflich“ beurteilte der Reutlinger Musikdirektor Jacob Adam Seitz den 1864 vollendeten Neubau von Wilhelm Blessing in der kath. Pfarrkirche St. Martin Unteressendorf (Landkreis Biberach); die Orgel ist in spielbarem Zustand erhalten; derzeit sammelt man in der Gemeinde für eine denkmalgerechte Restaurierung.
Im oberschwäbischen Teil des Landkreises Alb-Donau sei auf zwei gut erhaltene Link-Orgeln hingewiesen. 2003 wurde die Restaurierung der 1887 erbauten Orgel in der Pfarr- und Wallfahrtskirche Unser Lieben Frau in Ehingen abgeschlossen, im nahen Nasgenstadt steht eine Link-Orgel von 1877. In Schmalegg (Landkreis Ravensburg) befindet sich eine 1864 erbaute Orgel von Link, das Werk wurde 1991 von der Erbauerfirma restauriert.
Im letzten Drittel des 19. Jahrhunderts begann die große Zeit der Orgelbaudynastie Späth. Franz Xaver, der Sohn des Firmengründers Alois Späth, stellte 1880–1890 eine Orgel in der Liebfrauenkapelle zu Bad Saulgau auf, sie wurde 1988 generalüberholt.
Als „Hoforgelbauer“ erstellten die Späths eine Reihe von Werken. Erhalten sind etwa die 1907 im ehemaligen Kloster Habsthal (Landkreis Sigmaringen, generalüberholt) erbaute Orgel, weiterhin ein überholungsbedürftiges Werk im ehemaligen Kloster Hedingen in Sigmaringen von 1912, oder die Orgel in dem kleinen Dorf Wuchzenhofen (Stadt Leutkirch, Kreis Ravensburg), 1915 in ein Gehäuse von Peter Paul Braun (1845/1846) eingebaut.
Als „historisch“ gilt schließlich auch die 1928 in der Ulmer Martin-Luther-Kirche von Walcker erbaute Orgel; das Werk wurde 2008–2009 restauriert.

## Orgelbauer in Oberschwaben 1500–1900
Vorbemerkung: In diesem Zeitraum arbeiteten einige hundert Orgelbauer in Oberschwaben, viele werden nur einmal genannt. Die bedeutenden Meister waren nicht nur begrenzt regional tätig, sondern arbeiteten auch in Vorarlberg und der Schweiz. Die folgende Aufzählung ist unvollständig.

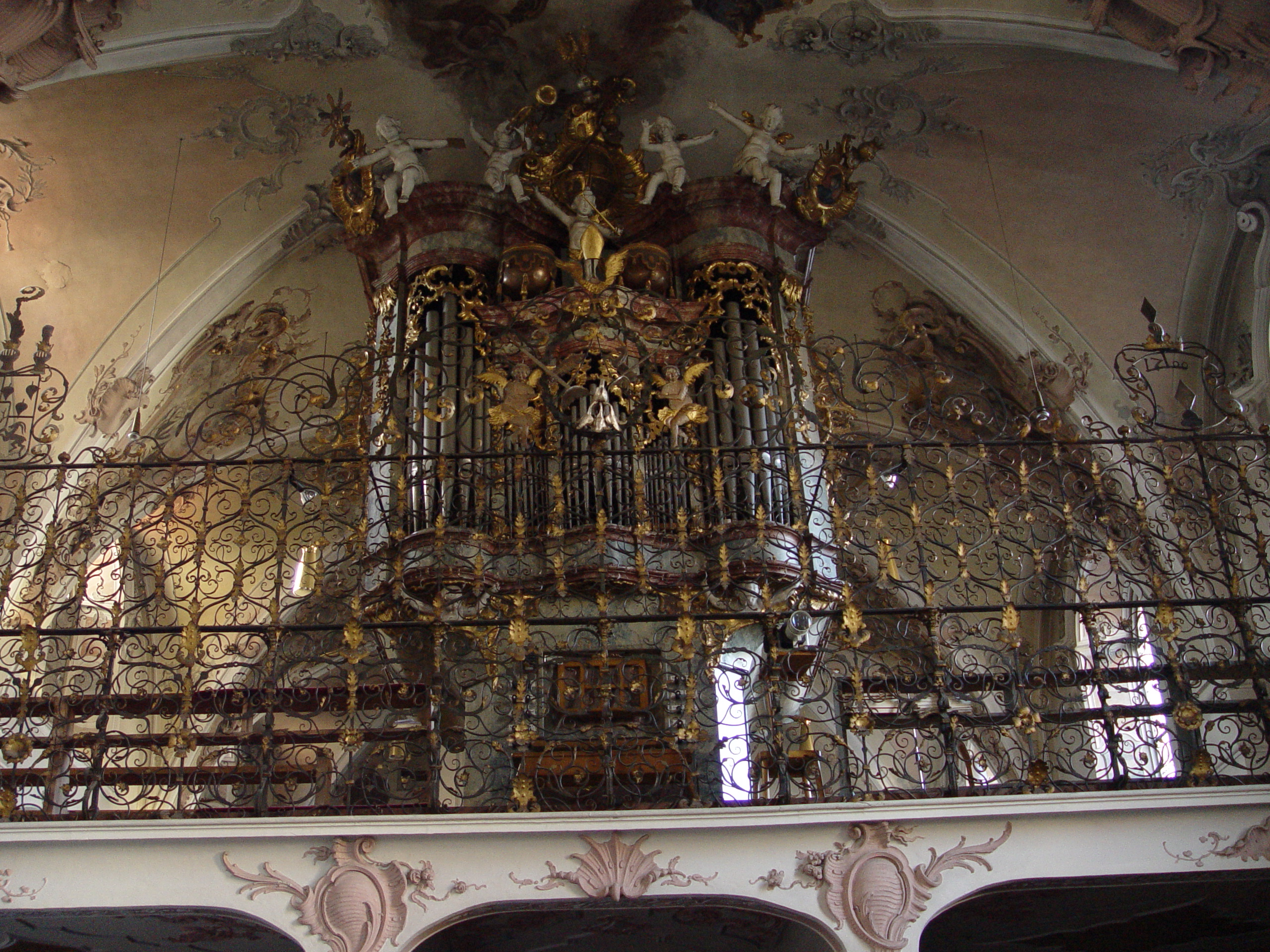
Die Aichgasserorgel auf der Nonnenempore im Kloster Wald

- Johann Georg Aichgasser (1701–1767) gehört zu den bedeutenden Meistern im Raum Bodensee-Allgäu-Oberschwaben-Schweiz. Einige seiner Orgeln – etwa im Kloster Wald oder im schweizerischen Kloster Fischingen – sind stark verändert erhalten. In den Archiven sind zahlreiche Nachweise über Reparaturen – etwa 1735 in Wangen/Allgäu – zu finden.

- Chrysostomus Baur (1662–1729) kann als bedeutender Meister in der Wende zum 18. Jahrhundert gelten. Er arbeitete zwischen 1690 und 1729 im Ulmer Land und Schwaben. Seine größte Arbeit war 1699 der Umbau der Ulmer Münsterorgel. Der Prospekt seiner Orgel in Altheim/Alb ist erhalten. Georg Friedrich Schmahl führte die Werkstatt weiter.

- Ferdinand Benz (1821–1878) stammt aus Rottweil und ließ sich 1859 in Obermarchtal nieder. Er baute Orgeln in Riedlingen, Buchau und Zwiefaltendorf; letztere ist restauriert erhalten.

- Johann Michael Bihler (1687/88–nach 1763) stammt aus Konstanz. Zusammen mit seinem Sohn Johann Basilius (auch Baptist, 1732–nach 1775) arbeiteten Vater und Sohn in einem recht großen Radius in Süddeutschland und der Schweiz. In Oberschwaben waren die Bihler in Ertingen (Landkreis Biberach), sowie in Altshausen und Isny (Landkreis Ravensburg) tätig.

- Wilhelm Blessing (1832–1870), Orgelbauer aus Esslingen, arbeitete mehrfach in Oberschwaben, etwa 1870 in Baindt (Landkreis Ravensburg). Seine 1864 in Unteressendorf (Landkreis Biberach) gebaute Orgel ist (von Link) verändert erhalten.

- Joseph Bossart (1665–1748) ist der Stammvater einer bedeutenden Schweizer Orgelbauer-Dynastie. Er errichtete 1722 bis 1724 zusammen mit seinem Sohn Victor Ferdinand Bossart (1699–1772) eine neue Chororgel im Kloster Weingarten.

- Heinrich Conrad Branmann (1840–1882) erhielt seine Ausbildung zum Orgelbauer bei Blessing und führte nach dessen Tod die Werkstatt für kurze Zeit weiter. Er gründete eine Werkstatt in Ulm und war von dort aus mehrfach in Oberschwaben – etwa in Gögglingen/Stadt Ulm, Rißtissen und Oberstadion (Alb-Donau-Kreis) – tätig. Seine Orgel in Erolzheim (Landkreis Biberach) ist erhalten.

- Peter Paul Braun (1807–1888) war Schreiner und „kam irgendwann auf den unglücklichen Gedanken“, sich als Orgelbauer zu betätigen. Ab 1841 arbeitete er an vielen Orgeln im Raum Leutkirch-Wangen-Isny. Das Gehäuse und ein Pedalregister seiner 1845/1846 erbauten Orgel in Wuchzenhofen ist mit einem Werk von Späth (1915) erhalten. Peter Paul Braun hat nichts mit der Orgelbauersippe Braun aus Spaichingen zu tun; letztere war auch in Oberschwaben – zum Beispiel in Haslach (Landkreis Biberach) – tätig.

- Hans Buchner, Bürger in Ravensburg, Organist und Orgelbauer in Personalunion, war dort 1493 auf Lebenszeit angestellt. Er hatte „ouch das werck truwlich [zu] versorgen vor Beschädigung“.[4] Sein gleichnamiger Sohn Hans Buchner, ab 1506 in Konstanz, war ein bekannter Komponist.

- Jörg/Jerg Ebert/Eberhardt (um 1500–nach 1573) gilt als „berühmter und kunstreicher“, aber auch sehr eigenwilliger Orgelmacher. Er wurde 1542 Bürger in Ravensburg, nachdem er ein Jahr zuvor die neue Orgel in Liebfrauenkirche gebaut hatte. Ebert – in Wangen wird er in den Ratsprotokollen Eberhardt genannt – baute unter anderem Orgeln in Weißenau, Ottobeuren und Wangen im Allgäu. Der Orgelmacher war ein begehrter Meister, der auch in Österreich und der Schweiz arbeitete. Seine Orgel der Hofkirche Innsbruck ist erhalten. 1573 wurde Jörg Eberhardt zusammen mit seinem Sohn Matthias in Wangen als Bürger aufgenommen. Danach verliert sich seine Spur, 1574 wird er – anders als sein Sohn Matthias – in den Ratsprotokollen nicht mehr erwähnt.

- Johann Ehemann († 1670), seit 1649 Ulmer Bürger, erstellte 1639 bis 1641 eine Orgel in der Dreifaltigkeitskirche in Ulm. Im Landkreis Ravensburg arbeitete er in Wangen und Leutkirch.

- Franz Xaver Engelfried (1805–1881) arbeitete 1827 in Weißenau, 1849 bis 1852 baute er eine Orgel in der Wallfahrtskirche Steinhausen (heute Stadt Bad Schussenried). Angeblich aus politischen Gründen – wahrscheinlich auch wegen seiner Schulden – wanderte er 1853 in die USA aus. Dort betrieben er und seine Söhne weiterhin Orgelbau.

- Johann Georg Fux/Fuchs (1651?–1738) war seinerzeit einer der führenden süddeutschen Meister. Er war 1734 für den Neubau der Hauptorgel in Weingarten im Gespräch; 1735 erbaute er eine Chororgel in Isny. Von seinen zahlreichen Neubauten in Schwaben und Bayern ist die Orgel in Fürstenfeldbruck (1736) erhalten.

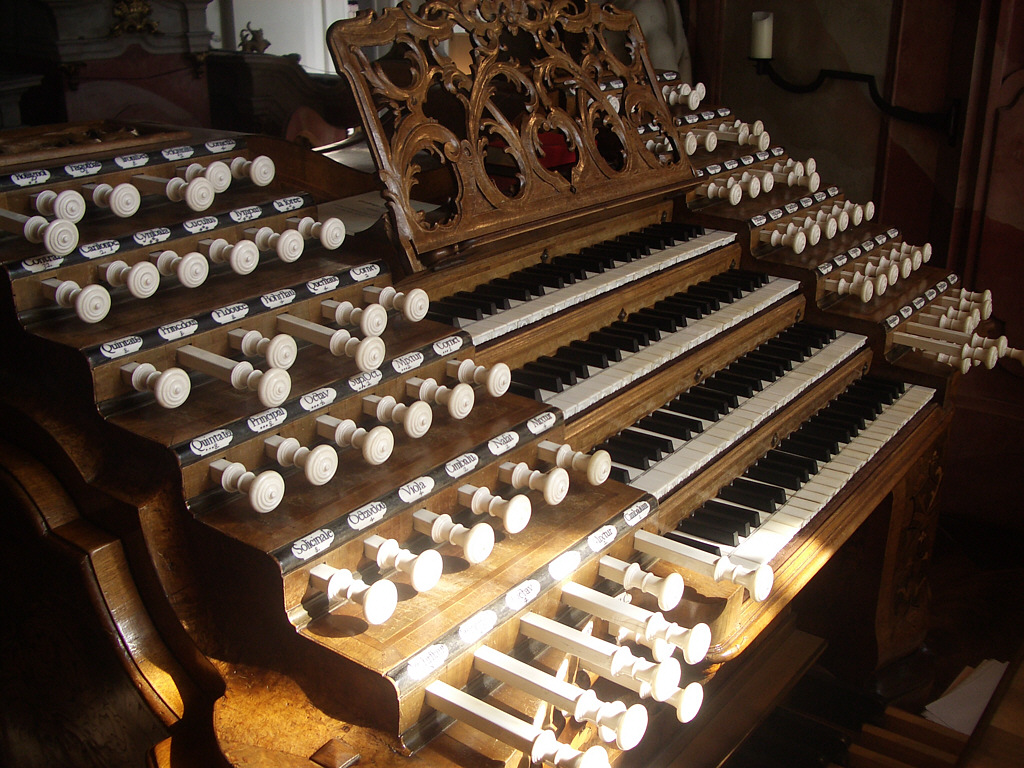
Spieltisch der Gabler-Orgel in Weingarten

- Joseph Gabler (1700–1771) wurde bereits 1812 in einem Musiklexikon als „einer der vortrefflichsten Orgelbauer unserer Zeit“ bezeichnet. Seine beiden überwiegend erhaltenen Orgeln in Weingarten (63 Register, 1737–1750) und Ochsenhausen (sein Erstlingswerk 1728 bis 1734 erbaut, 1750 bis 1753 umgebaut, 45 Register) sind Kulturgüter von europäischem Rang.
Gabler lernte bei seinem Vater, dem Zimmermann Hans Gabler, ab 1719 wurde er in Mainz vermutlich bei Anton Ignaz Will oder Johann Jacob Dahm zum Orgelbauer ausgebildet. Nach seiner gescheiterten Bewerbung um die Pflege der Domorgeln kehrte Gabler in seinen Heimatort zurück, 1728 begann er mit dem Bau seines Meisterstücks. Neben den Orgeln in Ochsenhausen und Weingarten errichtete Joseph Gabler eine Reihe von Neu- und Umbauten, von denen die Orgel in Maria Steinbach stark verändert erhalten ist.
In seinem inzwischen zum Standardwerk gewordenen Buch Joseph Gabler Orgelmacher (Biberach 2002) hat der Kirchenmusiker Johannes Mayr Leben und Werk des Meisters erschöpfend dargestellt und mit einem umfassenden Quellenteil versehen. Es gibt auch Einblicke in die Persönlichkeit Joseph Gablers: dem genialen Erfinder, Techniker und Tüftler steht ein Mann gegenüber, der in geschäftlichen Dingen chaotisch agierte. Mit seiner chronischen Unpünktlichkeit und den ständigen finanziellen Nachforderungen brachte er Auftraggeber zur Verzweiflung.

- Johann Andreas Goll (1751–1823) und sein Sohn Ludwig Friedrich Goll (1785–1853) arbeiteten mehrfach im „Ulmer Land“. 1809 baute Johann Andreas die 1742 bis 1743 von Schmahl errichtete Orgel in Laichingen um; Ludwig Friedrich bewarb sich 1833/1834 vergeblich um eine Reparatur in St. Martin, Biberach. Christoph Ludwig Goll (1824–1897) arbeitete bei Weigle und Schaefer (Heilbronn), war zeitweilig mit Gruol assoziiert. Nach dem Tode Golls führte Friedrich Schaefer (1861–1920) die Werkstatt weiter. Von Schaefer ist die 1859 errichtete Orgel in Michelwinnaden (Landkreis Ravensburg) erhalten. Goll/Schaefer bauten etwa 130 preiswerte Orgeln in ganz Württemberg.

- Benedikt Grieser (1754–1838) aus Uttenweiler (Landkreis Biberach) war langjähriger Geselle von Johann (Nepomuk) Holzhey und arbeitete mit diesem unter anderem in Rot an der Rot und Obermarchtal zusammen.

- Haaser/Haser, Orgelbauerfamilie in Stiefenhofen und Immenstadt:
  - Franz Anton Haser (1763–1825) baute zahlreiche Orgeln u. a. in Treherz (rekonstruiert), Gebrazhofen, Roggenzell und wohl auch in Merazhofen (alle Landkreis Ravensburg).
  - der Sohn Remigius Haaser (1797–1860) und Franz’ Enkel Fidel Haaser arbeiteten wahrscheinlich nicht in Oberschwaben.

- Johann Christoph Hagemann (1735–1819) stammte aus Magdeburg und heiratete 1764 in Tübingen. Nach 1800 assoziierte er sich mit Georg Christian Knecht (1779–1820), dem Sohn des Biberacher Komponisten und Musikdirektors Justin Heinrich Knecht.

- Die Orgelbauer Hanser stammen aus Singenberg, einem Weiler bei Wangen. Franz Xaver Hanser (1697–1750) war „Lehrer und Orgelbauer“. Die Söhne Raymund Hanser (1734–1810) und Mauriz Hanser (1737–1817), sowie Raymunds Sohn Franz Xaver Hanser waren im Allgäu tätig. 1770 bis 1836 arbeiteten sie mehrfach in Wangen (1770 Neubau zweier Orgeln in St. Martin, Wangen). Es bestanden verwandtschaftliche Beziehungen zu Franz Anton Kiene.

- Johannes Hauber (1697–1750) aus Stiefenhofen war in Leutkirch und Isny tätig, in Esseratsweiler (Landkreis Ravensburg) ist ein Neubau nachgewiesen.

- Johann Carl Sigmund Haussdörffer (1714–1767) war ein vielbeschäftigter Orgelbauer, dem bislang 18 Neubauten zugeschrieben werden. 1753 bis 1754 errichtete er in der ev. Stadtkirche zu Blaubeuren ein Werk mit einer „Vorform der Kegellade“, 1759 stellte er in Mundingen (Alb-Donau-Kreis) eine gebrauchte Orgel auf. Angeblich stammt die kleine Orgel in der ev. Spitalkirche Biberach von ihm.

- Daniel Hayl (Lebensdaten unbekannt) war spätestens 1591 in Irsee bei Kaufbeuren ansässig. Tätigkeitsnachweise gibt es zwischen 1591 in Ravensburg und 1630 in Altshausen (Landkreis Ravensburg). Hayl war überregional gefragt und arbeitete etwa 1599 bis 1603 in Ochsenhausen. 1609 baute er („Meister Daniel“) vermutlich eine Orgel in der Schlosskirche Zeil.

- Anton Hechinger (1755–1835) übernahm die Werkstatt seines Stiefvaters Joseph Martin. Der Sohn Franz Sales Hechinger (1800–1887) ließ sich um 1830 in Ulm oder Wiblingen (heute Ulm-Wiblingen) nieder und übernahm vielleicht die verwaiste Werkstatt der Orgelbauer Schmahl. Er arbeitete in Zwiefalten sowie im Raum Laupheim-Illertal. Seine Orgel in Attenweiler (1841/1842, Landkreis Biberach) ist erhalten, desgleichen das Gehäuse seines 1835 errichteten Neubaus in Grundsheim (Alb-Donau-Kreis). Hechinger wanderte 1855 in die USA aus. Dort konnte sich die gemeinsam mit seinem Sohn Eduard betriebene Werkstatt „Francis Hechinger and son“ in New York durchsetzen; sie ist bis 1883 nachweisbar.

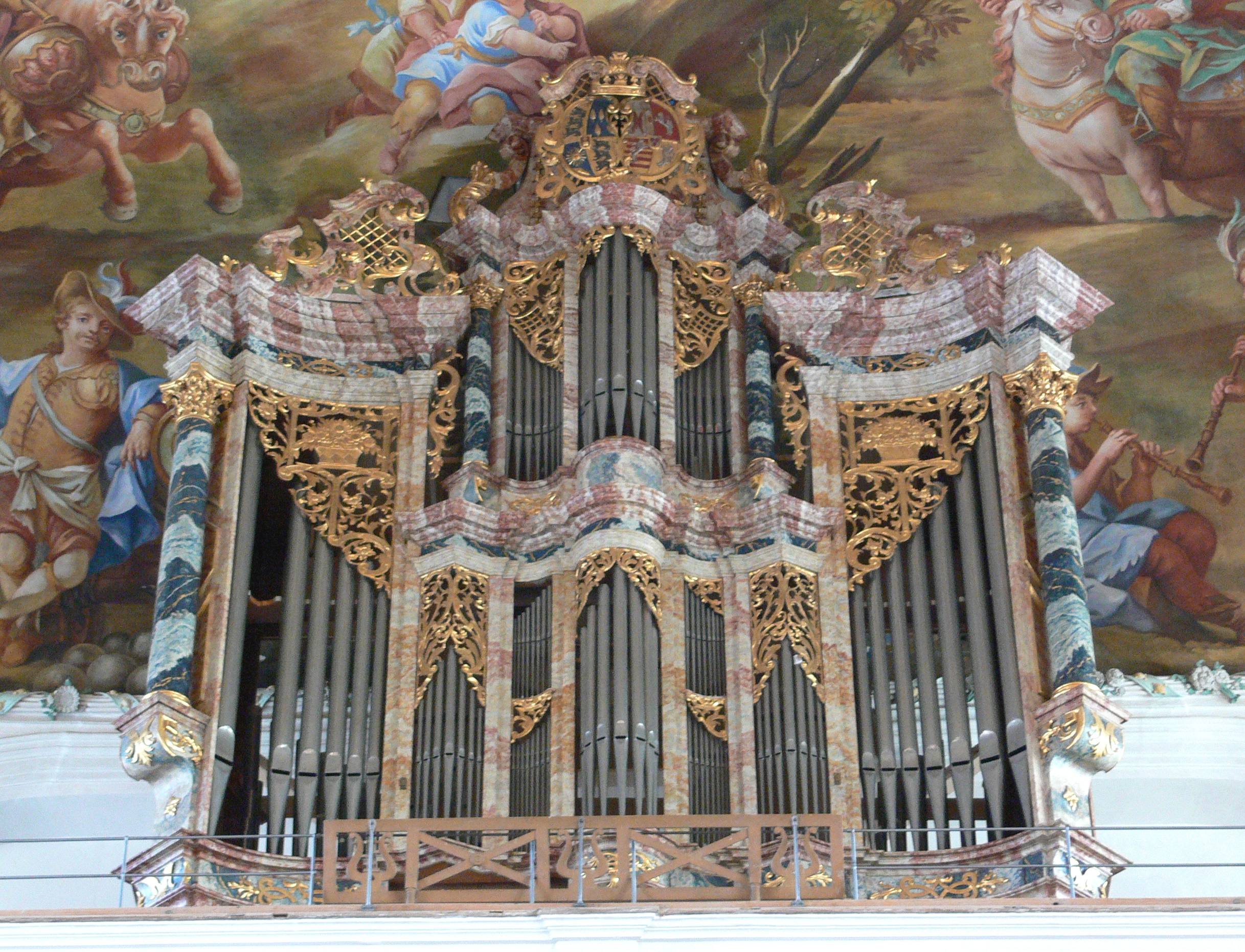
Orgelgehäuse von Jacob Hör in der Pfarrkirche St. Katharina, Wolfegg

- Jacob Hör (1702–1741) war Orgelmacher in Reinstetten bei Ochsenhausen. Von seinem Orgelbau in Wolfegg (1736, Landkreis Ravensburg) sind das Gehäuse und einige Register erhalten. Er war auch im nahen Kißlegg tätig.

- Joseph Höß (1745–1797), Orgelmacher in Ochsenhausen. Angeblich soll er seine Gesellenzeit in Sachsen (bei Schmahl, Zittau?) verbracht haben. Nach Gabler und Holzhey gilt Höß als bedeutendster Orgelbauer Oberschwabens im ausgehenden 18. Jahrhundert. Außer der erhaltenen Orgel in Dischingen haben sich noch umfangreiche Teile seiner Chororgeln in Neresheim, Kaisheim und Ochsenhausen (rekonstruiert) erhalten. Höß erweiterte 1782 bis 1785 die Chororgel in der Schlosskirche Zeil.

- Johann Georg Hofer (1680–1731) arbeitete in Leutkirch und baute eine Orgel in der Wallfahrtskirche (Bad) Wurzach.

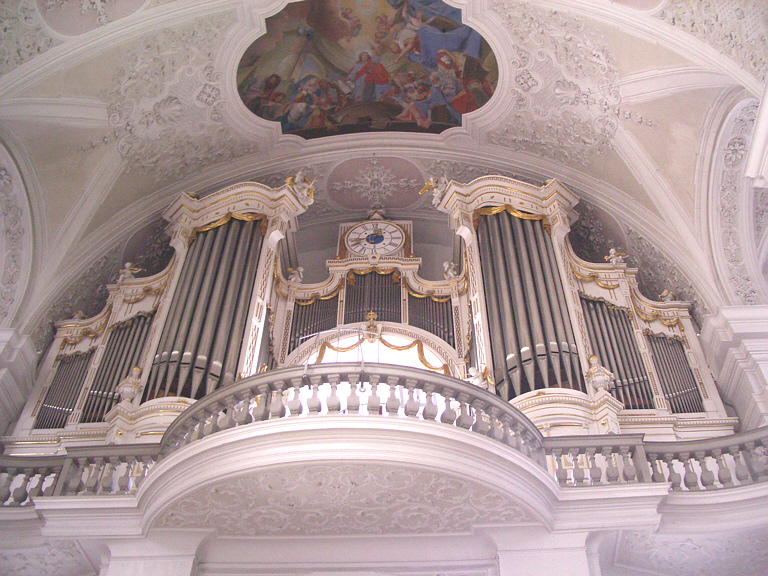
Holzhey-Orgel in Weißenau

- Johann Nepomuk Holzhey (1741–1809) war einer der produktivsten und bedeutendsten Orgelbauer des 18. Jahrhunderts. Eine beträchtliche Anzahl seiner großen Orgeln haben sich erhalten, so die Werke in den Klosterkirchen Neresheim, Rot an der Rot, Obermarchtal, Weißenau und Ursberg. Insgesamt ist der Bau von 28 Orgeln gesichert. Nach der Säkularisation hielt sich die Werkstatt mit Schreinerarbeiten über Wasser, es entstanden noch zwei Dorforgeln – 1803 in Kirchbierlingen (Alb-Donau-Kreis) und 1809 in Dürmentingen (Landkreis Biberach).

- Martin Kettinger ist nur mit einer Reparatur 1595 in Schussenried nachgewiesen; seine Lebensdaten sind unbekannt.

- Franz Anton Kiene (1777–1847) ist der Stammvater einer bedeutenden, aus Amtzell bei Wangen im Allgäu stammenden Orgelbaufamilie. Der gelernte Schreiner bildete sich von 1802 bis 1804 bei den Brüdern Hanser in Singenberg als Orgelbauer weiter. Von 1808 bis 1828 hatte er seine Werkstatt in Kißlegg, danach in Langenargen. Kiene war mit etwa 70 Neu- und Umbauten – davon 18 im Landkreis Ravensburg – der meistbeschäftigte Orgelbauer in der ersten Hälfte des 19. Jahrhunderts im Allgäu und Oberschwaben. Die Reste einer Kiene-Orgel von 1843/1845 sind in Hochberg/Stadt Saulgau erhalten. Franz Anton führte die oberschwäbische Barocktradition in eigentümlicher Weise weiter.

- Der Sohn Johann Nepomuk Kiene (1812–1902) übernahm die Werkstatt. Zehn seiner über 30 Neu- und Umbauten entstanden im Landkreis Ravensburg.

- Johann Nepomuks Sohn Johann Franz Anton Kiene (1845–1908) eröffnete eine Werkstatt in Waldkirch, die wiederum von seinem Sohn Rudolf Kiene (1888–1971) weiter betrieben wurde. Den jahrelang stillgelegten Betrieb eröffnete 1986 Wolfram Stützle (* 1956) wieder.

- Joseph Klingler (1805–1878) und Vitus Klingler (1810–1877) aus Hart bei Haigerloch waren um die Mitte des 19. Jahrhunderts in Oberschwaben und Hohenzollern vielbeschäftigte Orgelbauer. Die Brüder sind erstmals 1828 in Emerfeld (Landkreis Biberach) nachweisbar. Während Vitus vielfach an oberschwäbischen Klosterorgeln, etwa in Zwiefalten und Schussenried, arbeitete, war Joseph Klinglers Hauptarbeitsgebiet Hohenzollern. Von Vitus sind eine 1839 errichtete Orgel in Langenenslingen (Landkreis Biberach) und ein kleines Werk in Magenbuch (1843, Kreis Sigmaringen) erhalten. Das Œuvre der beiden gut ausgebildeten und schreibfreudigen Orgelbauer umfasst rund 100 Neu- und Umbauten bzw. größere Instandsetzungen.

- Marinus Köck (1666–1721) wurde 1685 Laienbruder bei den Franziskanern. Sein Stiefvater Ursus Neinlist bildete ihn als Orgelbauer aus. Etwa zwischen 1687 und 1718 war er von der „Ordensprovinz Tirol“ aus im vorderösterreichischen Schwaben unterwegs. Zeitweilig war er Mitglied im Ehinger und Waldseer Konvent. In Waldsee baute er eine Orgel; man vermutet, er habe mehrfach auch in anderen Klosterkirchen Oberschwabens gearbeitet.

- Marinus Köcks Neffe Gaudentius Köck (1691–1744) arbeitete gleichfalls als Orgelbauer bei den Franziskanern und wurde ebenfalls nach Süddeutschland geschickt. Er war 1725 bis 1727 Mitglied im Ehinger Konvent und hat möglicherweise eine Orgel in der 1725 geweihten Franziskanerkirche zu Ehingen gebaut.

- Johann Kuhn (1766–1806) stammt aus Muttensweiler (Landkreis Biberach). Er hat mit den Schweizer Orgelbauern Kuhn nichts zu tun. 1797 reparierte der „Kleinmeister“ die Orgel in Riedlingen, 1804 war er in Bolstern(Landkreis Sigmaringen) tätig, 1805 baute er eine (nicht erhaltene) Orgel in Hochberg/Stadt Saulgau. Mehrfach ist Kuhn in der Region Saulgau-Ostrach (Landkreis Sigmaringen) mit Reparaturen nachgewiesen.

- Johann Nepomuk Kuhn (1827–1888) war der Gründer der Firma Orgelbau Kuhn im schweizerischen Männedorf. Der vormalige Weigle-Mitarbeiter war vielleicht 1853 bei Weigles Orgelbau in Waldsee dabei. Der Betrieb hat sich in Oberschwaben vor allem durch Restaurierungen der Gabler-Orgeln in Weingarten und Ochsenhausen (dort zusammen mit Klais) einen Namen gemacht.

- Josef Lang (1703–1773) baute 1739 (Berg) und 1766/1767 (Bergatreute) im Kreis Ravensburg zwei Orgeln. Sein Sohn Johann Baptist Lang (1747–1816) war Werkstattnachfolger von Aichgasser in Überlingen. Seine Orgel in Inzigkofen (1780) ist verändert erhalten. Weitere Instrumente, mit wenig Originalsubstanz, haben sich etwa in Reichenau-Niederzell und Kehlen erhalten.

- Joseph Laubekh (1713–1770) erhielt seine Ausbildung vielleicht von Josef Gabler. Er heiratete die Witwe des Orgelmachers Jacob Hör und übernahm damit die Werkstatt in Ochsenhausen. Nach seinem Tod wurde Joseph Höß Werkstatt-Nachfolger. Von Hör sind Orgelbauten in Steinhausen/Rottum (1745) und Ziegelbach bei Bad Wurzach (1746) bekannt.

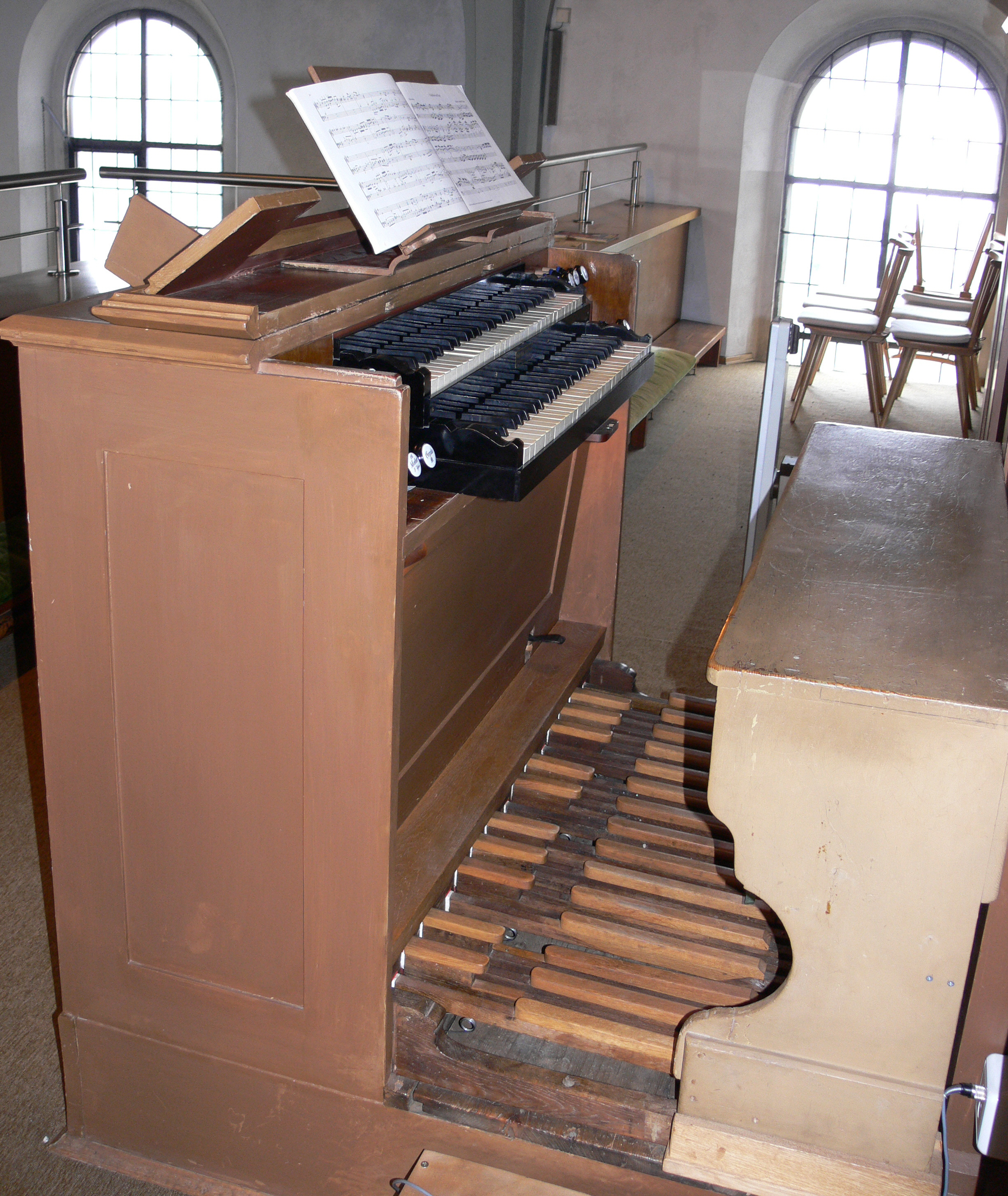
Spieltisch der Link-Orgel in Schmalegg

- Die Werkstatt Link in Giengen ist eine der ältesten süddeutschen Orgelbaufirmen. Gegründet 1851 von den Gebrüdern Paul und Johann Link setzte sich die Werkstatt im letzten Drittel des 19. Jahrhunderts in Oberschwaben durch. Einige Gebrauchsorgeln, etwa in Schmalegg (1864, Kreis Ravensburg), Nasgenstadt bei Ehingen (1877) und in Ehingen (1886) sind erhalten. Die drei Söhne von Eugen Link führten die Firma weiter, 1995 unter ihrem Inhaber Christoph Naacke hatte die Werkstatt weit über 1000 Orgeln gebaut, 2001 feierte die Firma ihr 150-jähriges Jubiläum. Jetzt wird die „Giengener Orgelmanufaktur Gebr. Link GmbH“ von Thomas Wohlleb geführt, die Website weist nun einen Bestand von über 1060 gebauten Orgeln aus.

- Christoph Löw/Leu, „der Ältere“ (um 1640 – um 1710), verließ 1661 seine Heimatstadt Clausthal und ließ sich in Augsburg nieder. Obwohl evangelisch – fuit lutheranus, sed vir bonus („er war Lutheraner, aber ein guter Mann“) – baute er 1669 bis 1671 eine Orgel in Mönchsrot (Rot an der Rot). Zudem ist er zwischen 1669 und 1690 mit Arbeiten in Biberach, Schussenried und Steinhausen (?) nachgewiesen. Von seinem Sohn Johann Christoph (1675–1749) ist die große Orgel in der Klosterkirche Rheinau (Schweiz) erhalten.

- Joseph Martin (um 1740 – vor 1807) war Nachfolger von Aegidius Schni(t)zer in Hayingen. Berühmt wurde er durch seine 1771 bis 1777 erbaute Monumentalorgel in Zwiefalten, 1765 schloss er einen Neubauvertrag in Altshausen (Landkreis Ravensburg) ab. Neubauten sind weiterhin in Ringingen und Pappelau (Alb-Donau-Kreis) bekannt, 1786 setzte er beide Orgeln in der Stadtpfarrkirche Ehingen in Stand. Wie Gabler musste auch Martin den Spott des selbstbewussten Johann Andreas Silbermann über sich ergehen lassen.

- Gottfried Maucher (1740–1830) aus Konstanz war Gabler-Mitarbeiter. Er war im damaligen Vorderösterreich mit zahlreichen Orgelprojekten beschäftigt, unter anderem in Altshausen, Aulendorf, Kloster Reute und (Bad) Waldsee. Ein paar seiner Klaviere sind erhalten, aber keine Orgeln.

- Xaver Mönch (1843–1907) war der Gründer der Orgelbauwerkstatt in Überlingen. Die Söhne Franz und Otto firmierten als „X.Mönch Söhne, Orgelbauanstalt“. Der Enkel Karl-Otto Mönch gewann 1972 Horst Prachtel als Partner, die Firma hieß dann „Mönch und Prachtel“. Heute leiten Peter (* 1952) und Hans Mönch (* 1956) den Betrieb. In der Pfarrkirche St. Peter und Paul in Herdwangen (Kreis Sigmaringen) hat sich die 1893 vom Firmengründer gebaute Orgel erhalten, die Werkstatt hat zahlreiche Orgeln vor allem im Raum Bodensee-Meßkirch-Pfullendorf neu errichtet oder umgebaut.

- Anton Neuknecht († 1609/1610) arbeitete 1576 in Innsbruck und übersiedelte 1586 an den bayrischen Hof in München. Ab 1596 arbeitete er in Salem und Überlingen, 1603 erweiterte Neuknecht die Orgel in Weißenau. 1604 erhielt er in Ravensburg „Beisitz“, 1608 Bürgerrecht; ob er dort an Orgeln tätig war, ist nicht bekannt.

- Sebastian Ochsenreiter/Ochsenreuter (Lebensdaten unbekannt) schloss 1714 einen Neubauvertrag in Isny ab. 1730 lieferte er ein Positiv nach Weingarten, 1732 bis 1735 war er in Schloss Zeil tätig.

- Paul Prescher (1628–1695) stammt wie die Orgelbauer Schmahl aus Zittau und gehört zu den bedeutendsten süddeutschen Orgelbauern des 17. Jahrhunderts. Er arbeitete hauptsächlich in der Region Aalen, Nördlingen, Heidenheim. Für Kloster Ochsenhausen lieferte er 1688 bis 1693 ein Positiv mit fünf Registern. Auch sein Sohn Nikolaus (ca. 1670–1712) war wohl in Ochsenhausen tätig. Bei Paul Prescher lernte Johann Michael, der Vater von Georg Friedrich Schmahl.

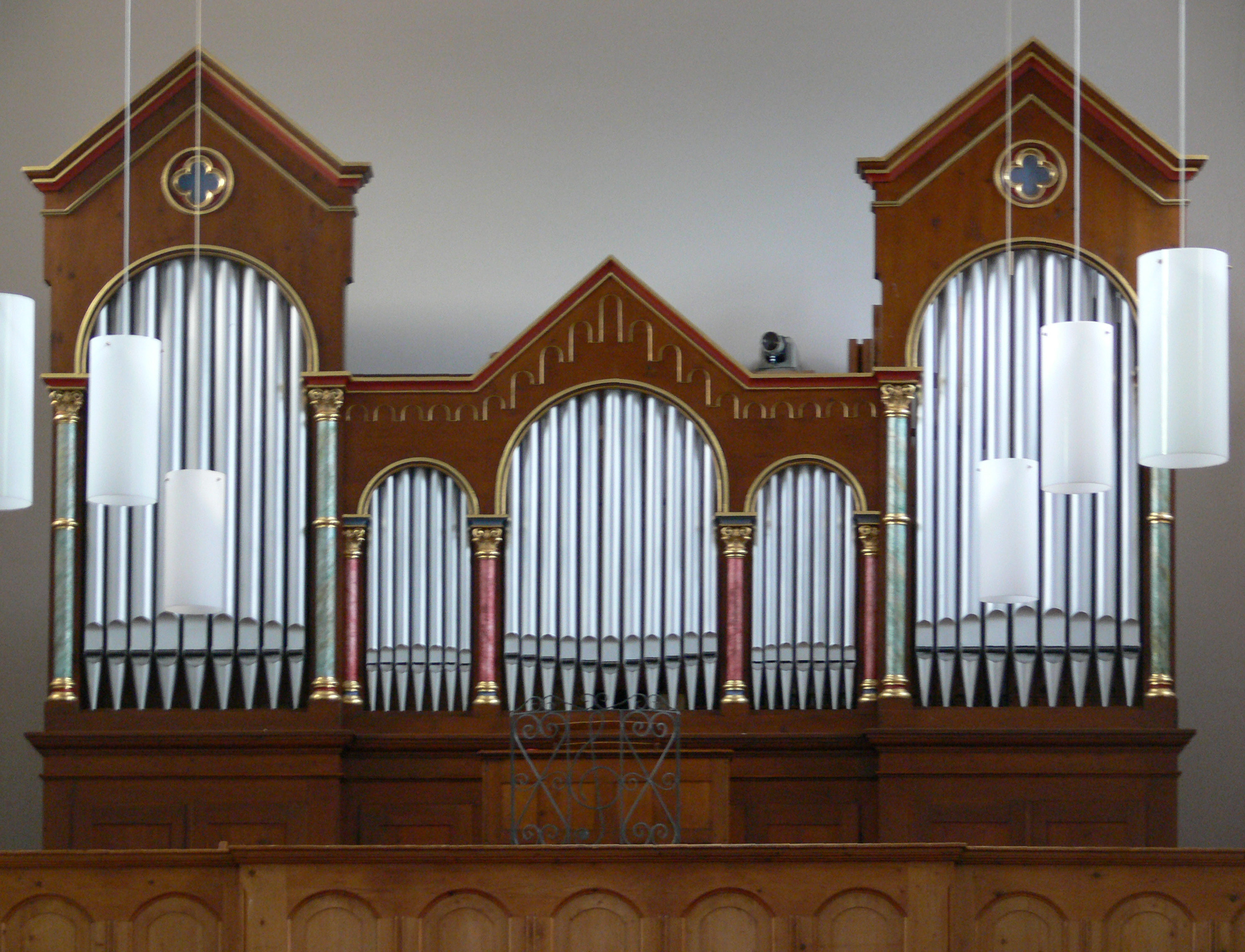
Reiser-Orgel der Pfarrkirche Hauerz

- Albert Reiser (1874–1947) lernte bei Mönch, Späth und Schlimbach und übernahm 1906 in Biberach die verwaiste Werkstatt von Adolf Schefold, dem Sohn von Johann Baptist Schefold (1843–1901). Neben soliden und preisgünstigen Gebrauchsorgeln schuf er handwerklich vorzügliche Werke, etwa 1906 sein opus 1 in Bach/bei Erbach (Alb-Donau-Kreis) oder 1916 eine Orgel in Hauerz (Stadt Bad Wurzach, Kreis Ravensburg). Seine Söhne Albert, Hans und Josef führten die Werkstatt als „Gebrüder Reiser“ weiter und machten sie zu einer der großen Orgelbaufirmen in Süddeutschland. Seit 1983 führt Hans Peter Reiser (* 1943) den Betrieb.

- Urban Reitter/Reütter (1672–1730) war der erste als Orgelbauer bezeichnete Meister in Hayingen (Landkreis Reutlingen). Er arbeitete 1696–1702 in Marchtal, stellte jeweils 1699 im Kloster Wald (Landkreis Sigmaringen) und 1721 in Laupheim (Landkreis Biberach) eine Orgel auf.

- Aaron Riegg/Riekh (1573–1654) war wohl ein Schüler von Schneider/Sartorius. Er erhielt 1611 Beisitz in Ravensburg und baute dort in der ev. Stadtkirche sowie 1615 in Leutkirch je eine Orgel. Von seinem Sohn Tobias Sigmund († 1684?) sind Arbeiten in Dietenheim (Alb-Donau-Kreis) und auf Schloss Zeil nachgewiesen.

- Karl Joseph Riepp (1710–1775) wurde in der Nähe von Ottobeuren geboren, war aber hauptsächlich in Frankreich tätig. In der Heimat baute er mehrere Orgeln für die bedeutenden Reichsabteien Ottobeuren und Salem.

- Martin Rück/Ruck aus Worms baute 1554 bis 1559 eine Orgel im Kloster Weingarten für angeblich 5800 Gulden. Rück starb am 10. Januar 1559.

- Franz Anton Ruef (1776–1840) aus Waldsee reparierte zahlreiche Orgeln in der Region Waldsee-Biberach, von ihm sind zwei Neubauten in Ebersbach (1830/1831) und Ziegelbach (1834 bis 1837) – beide Orte im Landkreis Ravensburg – bekannt.

- Sein Sohn Friedrich Ruef (1811-nach 1852) hatte – obwohl zeitweise bei Aug. Laukhuff und Walcker tätig – einen eher zweifelhaften Ruf. Er konnte an keinem Wirtshaus vorbeigehen und hinterließ Pfusch und Schulden. Bekannte Neubauten: Reinstetten b. Ochsenhausen 1841, Hürbel (Kreis Biberach) 1843, Zußdorf und Pfrungen (Kreis Ravensburg) 1848/49.

- Samuel Ruff (1820–1890) und sein Sohn Theodor (1859 bis nach 1904) aus Sigmaringendorf waren hauptsächlich im heutigen Landkreis Sigmaringen mit Reparaturen tätig. Samuel Ruff versuchte sich zwar an Neubauten (etwa Krumbach bei Sauldorf 1855/1860; erhalten), die Urteile der Sachverständigen über seine Arbeit waren aber wenig schmeichelhaft.

- Friedrich Schaefer (1825–1892?) lieferte um 1860 einige Orgeln nach Oberschwaben, von denen das 1857 bis 1859 in Michelwinnaden (Kreis Ravensburg) erbaute Werk – Restaurierung 2005 – erhalten ist.

- Joseph Schefold (1764–nach 1837), Schreiner in Betzenweiler (Kreis Biberach), war der Stammvater der Orgelbauersippe Schefold in Biberach, Ehingen und CH-Beckenried. Sein ältester Sohn Clemens Schefold (1796–1868), zeitweise mit seinem Bruder Konrad Schefold (1804–1868) assoziiert, wurde von den Orgelrevidenten wegen seiner höchst mangelhaften Arbeit scharf kritisiert. Nach 1855 verschwand er von der Bildfläche und zog sich wahrscheinlich zu seinem Sohn Ludwig (1830–1883) nach Beckenried am Vierwaldstättersee zurück. Von seinen Arbeiten in Oberschwaben ist nichts mehr vorhanden.
Bruder Konrad Schefold machte sich 1838 in Biberach selbständig und arbeitete als Orgel- und Instrumentenmacher. Neben fünf nachgewiesenen Neubauten in Oberschwaben beschäftigte er sich hauptsächlich mit Reparaturen.
Konrads Sohn Johann Baptist Schefold (1843–1901) arbeitete acht Jahre lang bei Walcker und war an einigen seiner Projekte beteiligt. Er war zwischen 1878 und 1884 mit zehn Mitarbeitern gut beschäftigt und führte zahlreiche Reparaturen an oberschwäbischen Orgeln durch; sie wurden von den Revidenten überwiegend wohlwollend beurteilt. Einige seiner erhaltenen Dorforgeln – etwa in Uigendorf (1875/1876) und Walpertshofen (1888/1889, beide Kreis Biberach) – sprechen für den soliden Handwerker Schefold.
Nach seinem Tod führte Sohn Adolf Christian Schefold (1873–1905) die Werkstatt weiter, verdarb sich aber wegen seiner chronischen Unzuverlässigkeit sämtliche Sympathien und Aufträge. 1906 übernahm Albert Reiser die verwaiste Werkstatt.

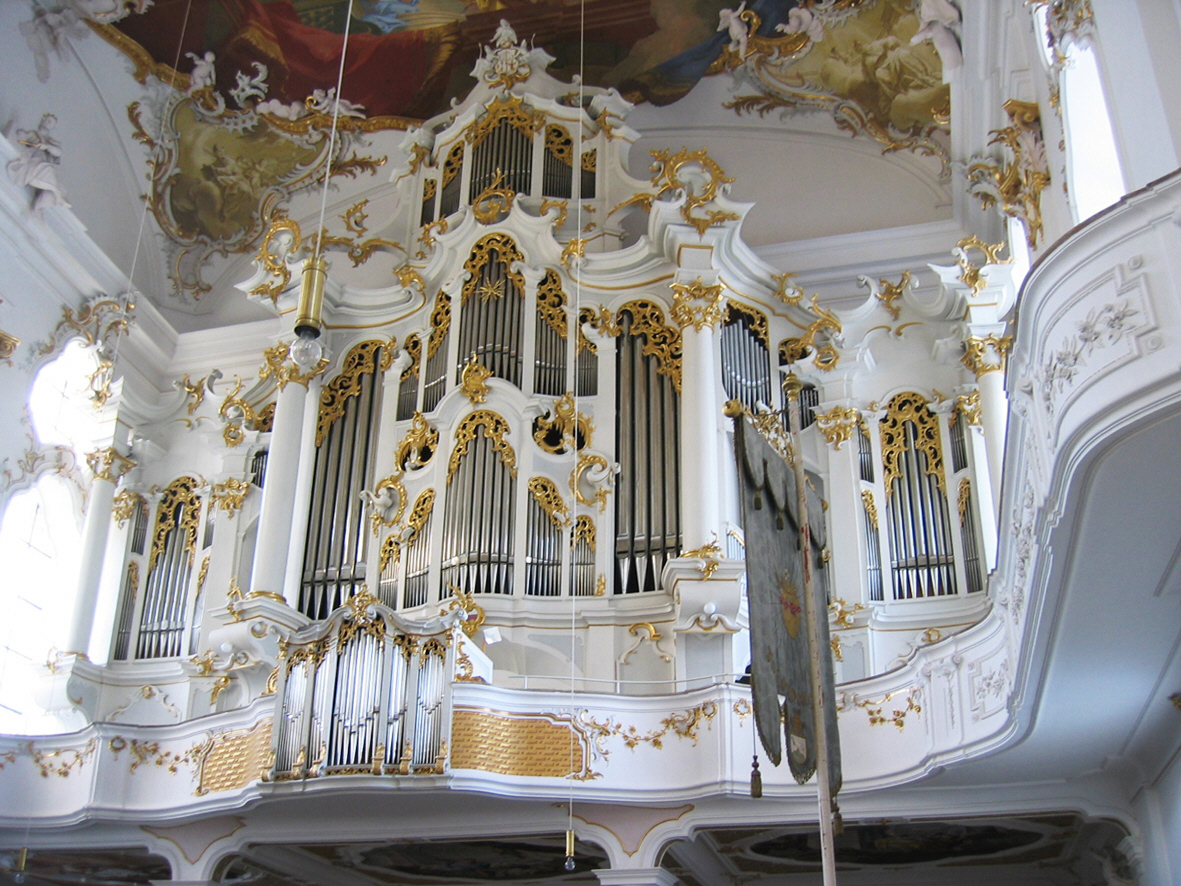
Orgel der Klosterkirche Roggenburg mit dem Prospekt von Georg Friedrich Schmahl

- Georg Friedrich Schmahl (1700–1773) war evangelischer Zeitgenosse aber kein Konkurrent von Gabler. Anlässlich seines Orgelbaus in Aalen (1769) wurde er sogar als „schwäbischer Silbermann“ bezeichnet. Zwischen den beiden Meistern gab es kaum Berührungspunkte, denn der Protestant Schmahl war überwiegend im „Ulmer Land“ tätig. Sein Prospekt in der Klosterkirche Roggenburg gilt als der „eleganteste in Süddeutschland und auch völlig einmalig in seiner Art“.[5] Schmahl hinterließ 45 Orgeln, von denen im Ulmer Land einige teilweise erhalten sind.
Sein Sohn Johann Matthäus Schmahl (1734–1793) war weniger ambitioniert, für seinen (erhaltenen) Orgelbau in Berghülen (Alb-Donau-Kreis) brauchte er vier Jahre (1780–1784). Sein jüngerer Bruder Georg Friedrich Schmahl d. J. (1748–1827) betrieb die Werkstatt weiter. Nach ihm übernahm sein Sohn, Christoph Friedrich Schmahl (1787–1839) die Werkstatt. Einige wenige Instrumente und Reparaturen sind ihm zuzuweisen. Mit seinem Tod ging die Ulmer Linie der Orgelbauerfamilie Schmahl zu Ende. Werkstattnachfolger war höchstwahrscheinlich Franz Sales Hechinger.

- Andreas Schneider/Sartorius (ca. 1550 – ca. 1620) aus Luckau arbeitete 1613 in Weingarten und fertigte in der Klosterkirche eine Orgel auf der Empore. Er war vielbeschäftigt und unter anderem auch in (Ober)marchtal, Reutlingen, Rot an der Rot, Kloster Wiblingen und Ulm tätig. Zudem arbeitete Sartorius in Italien, Holland und Prag.

- Aegidius Schni(t)zer (1693–nach 1756) war Reitters Werkstattnachfolger in Hayingen. Er baute 1726 eine große Orgel mit 30 Registern für 700 Gulden im Kloster Siessen, 1730 errichtete er eine neue Orgel in Marchtal, war unter anderem in Ehingen, Ravensburg und Inzigkofen tätig.

- Johann Michael Schultes (1776–1858) war Geselle bei Holzhey und baute zusammen mit Benedikt Grieser im Auftrag Holzheys eine Orgel in Gröden/Südtirol. Er führte im Landkreis Biberach mehrere Reparaturen aus; von ihm sind 25 Neubauten bekannt.

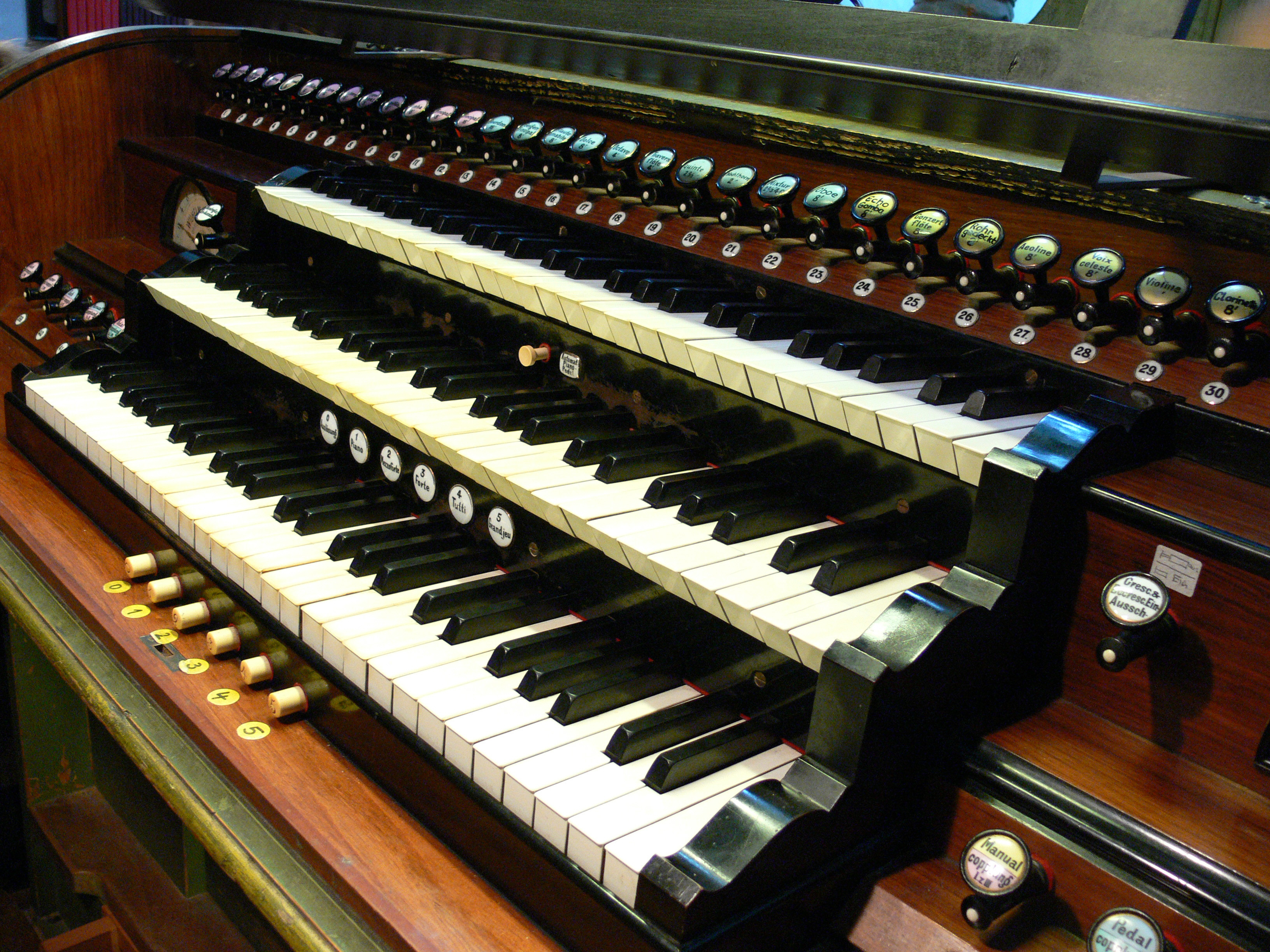
Spieltisch der Schwarz-Orgel im Salemer Münster

- Wilhelm Schwarz (1848–1912), ausgebildet bei Joseph Braun in Spaichingen, ist der Begründer einer jahrzehntelang tätigen Werkstatt Wilhelm Schwarz & Sohn in Überlingen. 1902/1903 erbaute er die erhaltene Orgel in der Wallfahrtskirche von Engelswies (Landkreis Sigmaringen). In Oberschwaben war die Werkstatt kaum tätig.

- Julius Schwarzbauer (1873–nach 1940) war Orgelbauer in Ochsenhausen und Mindelheim. Er baute in Oberschwaben rund 50 Werke meist minderer Qualität; seine Orgel in der Kreuzbergkapelle in Schönebürg (Kreis Biberach) ist erhalten. Schwarzbauers Firma ging während der Inflationszeit in Konkurs, und er wanderte 1928 in die USA aus.

- Johann Andreas Silbermann (1712–1783) wurde 1753 dringend gebeten, die neue Orgel in Zwiefalten zu bauen. Er lehnte ab und machte sich in seinen Tagebüchern mehrfach über Joseph Gabler und Joseph Martin lustig.

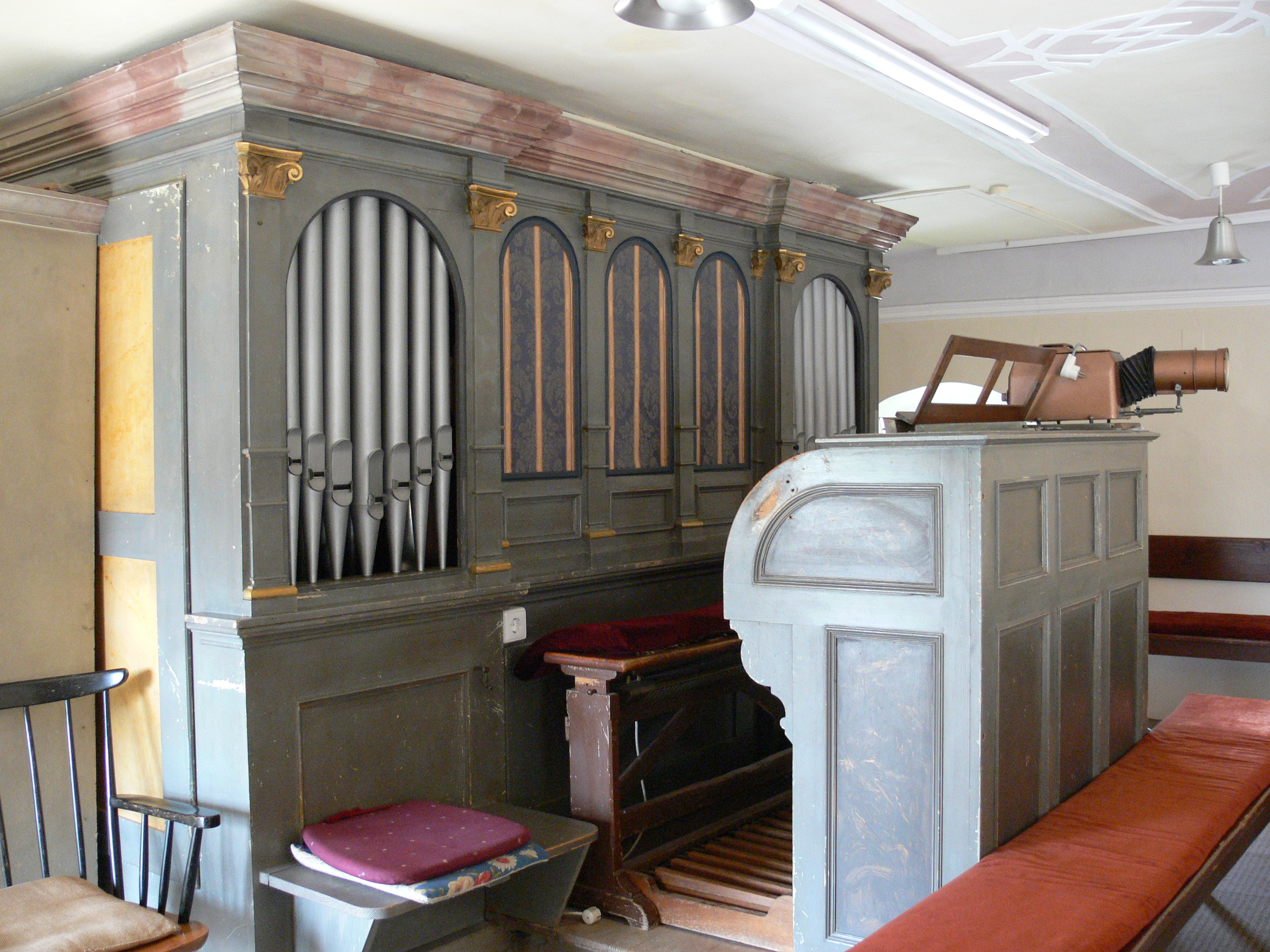
Orgel der Gebr. Späth (op. 152) in Ringgenweiler (Gde. Horgenzell), 1907

- Alois Späth (1825–1876) ist der Stammvater einer bedeutenden Orgelbauersippe in Süddeutschland. Alois Späth lernte den Orgelbau bei Vitus Klingler und übernahm 1862 dessen Werkstatt in Ennetach. Er ist mehrfach mit Reparaturen nachgewiesen, seine 1870 erbaute Orgel in Allmannsweiler (Kreis Biberach) ist erhalten.
Sein Sohn Franz Xaver (1859–1940) arbeitete bei verschiedenen Orgelbauern (Benz, Mönch, Branmann), 1882 eröffnete er die durch den Tod des Vaters verwaiste Werkstatt wieder. 1912 wurde Späth Hoforgelbauer, 1927 päpstlicher Hoflieferant, die Firma gehörte neben Walcker und Klais zu den führenden Orgelbauwerkstätten Süddeutschlands.
Aus der Blütezeit der Firma sind zahlreiche Instrumente erhalten, so etwa die Orgeln im Kloster Habsthal, Kreis Sigmaringen (1907), in der Gruftkirche Sigmaringen-Hedingen (1912) und die 1915 erbaute Dorforgel in Wuchzenhofen (Stadt Leutkirch). In vier Generationen baute die Werkstatt Gebr. Späth Orgelbau in Oberschwaben und Hohenzollern bis um 1985 rund 250 Orgeln, die Werke der 1960er Jahre waren nicht immer von erstklassiger Qualität. 2002 wurde der Standort Ennetach geschlossen, Hartwig Späth aus March-Hugstetten bei Freiburg übernahm den Betrieb. Vertreter der fünften Generation ist Hartwigs Sohn Tilman (* 1984).

- Die Brüder Joseph Speidel und Kaspar Speidel (1783–1875) wanderten um 1818 nach Oberschwaben ein. Sie gehörten wohl zu jenen halbausgebildeten und „wilden Rucksackorgelbauern“ und übernahmen 1817 wahrscheinlich die verwaiste Werkstatt von Evermod Schmid in Schussenried. Die beiden flickten an zahlreichen oberschwäbischen Orgeln herum. Kaspar Speidels Sohn Karl Anton (geb. 1815) wurde anlässlich eines Orgelbaus in Uttenweiler (Kreis Biberach) von Gutachter Dr. Kocher aus Stuttgart als „ausgemachtester Pfuscher“ bezeichnet; er wanderte 1853 in die USA aus.

- Hieronymus Spiegel (1699-nach 1778), Orgelmacher in Rottenburg und Waldsee hinterließ eine Reihe kleinerer Orgeln, etwa in Haigerloch, Kaiseringen und Mühlheim an der Donau. Als sein Hauptwerk gilt die 1741 bis 1749 erbaute Orgel im Kloster Beuron (Kreis Sigmaringen), deren Prospekt seit 1807 in Pfullendorf steht. Spiegel bewarb sich 1775 auch in Biberach.

- Johann (1862–1924) und sein Bruder Josef Stehle (1873–1946) gründeten 1894 eine Orgelbauwerkstatt in Haigerloch-Bittelbronn. Die Firma – heute Stehle Orgelbau GmbH – arbeitet überwiegend den ehemals hohenzollerischen und badischen Teilen des Landkreises Sigmaringen. In Ablach/Gem. Krauchenwies (Kreis Sigmaringen) ist eine Kegelladenorgel von 1904/1905 erhalten, einige Stehle-Orgeln gibt es auch im oberschwäbischen Teil (Altkreis Saulgau) des Landkreises Sigmaringen.

- Kaspar Sturm (um 1540 bis nach 1604) baute 1576 bis 1578 eine Orgel im Ulmer Münster, vor 1575 war er angeblich auch in Blaubeuren tätig.

- Gilg Taiglin/Teuglin reparierte 1521 die Münsterorgel in Ulm, 1533 empfahl ihn der Weingartner Abt Gerwig Blarer als guten Orgelmacher und Meister, „der seine Kunst verstünde“.

- Pater Christoph Vogt (1648–1725), Benediktinerpater in Ottobeuren, war als Architekt und Orgelbauer tätig. Eine ihm zugeschriebene Orgel im Kloster Holzen (1682 oder 1687 erbaut) besaß die einzige in Schwaben bekannte Springlade. Der Entwurf des Orgelgehäuses in Ummendorf (Kreis Biberach) – das Pfeifenwerk ist von Weigle/Reiser – stammt wahrscheinlich von ihm.

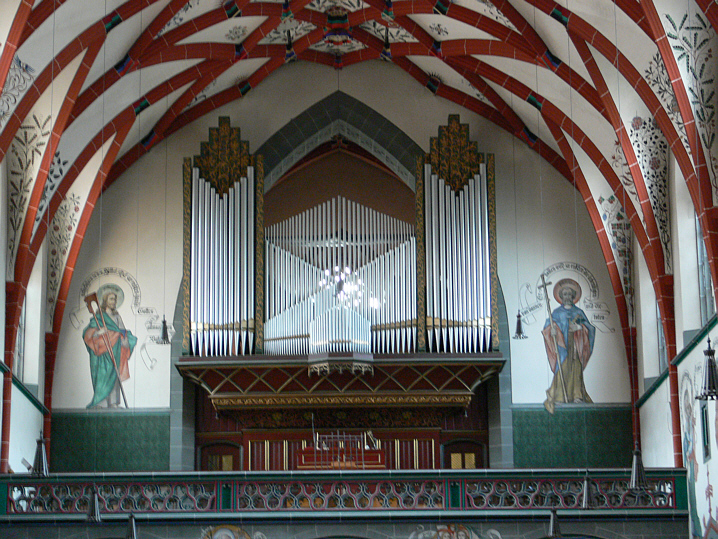
Walcker-Orgel in der ehem. Garnisonskirche St. Georg in Ulm

- Eberhard Friedrich Walcker (1794–1872), Sohn des Orgelmachers Johann Eberhard Walcker (1756–1843) gründete 1820 in Ludwigsburg einen Betrieb, der Weltgeltung erlangte. In Oberschwaben sind einige seiner Orgeln – etwa Betzenweiler, Sulmingen (Kreis Biberach) oder in Bolstern/Stadt Bad Saulgau (1881) erhalten. Mit dem Namen Walcker verbindet sich die Einführung der Kegellade (1842). Die Firma lieferte Monumentalorgeln in alle Welt; allein drei Instrumente ins Ulmer Münster (1856, völliger Umbau 1889, Neubau 1969, opus 5000). Zudem sind in Ulm zwei Walcker-Orgeln in der kath. Pfarrkirche St. Georg (1904) und in der Martin Luther-Kirche (1928) erhalten. Die Geschichte der Firma endete 2003, als die Werkstatt den Betrieb endgültig einstellen musste. Derzeit betreibt Gerhard Walcker-Mayer (* 1950) im Saarland eine Werkstatt unter eigenem Namen, in Guntramsdorf bei Wien existiert ein selbständiger Betrieb, von Michael Walcker-Mayer (* 1957) geführt.

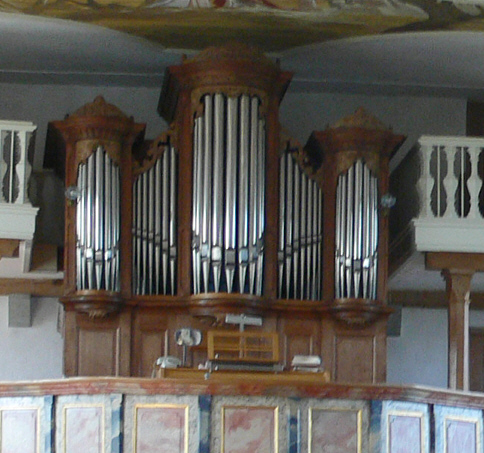
Pfarrkirche Bergatreute, Orgel mit dem neobarocken Prospekt von C. G. Weigle, 1860

- Carl Gottlieb Weigle (1810–1882) wurde bei seinem Onkel Eberhard Friedrich Walcker ausgebildet. 1845 machte er sich in Stuttgart selbständig. In der Reihe der etwa 100 von ihm erbauten Orgelwerke errichtete er mehrere große Instrumente in Stadtkirchen Oberschwabens, darunter seine erste oberschwäbische Orgel 1853, opus 22, in Waldsee. Alle Stadtkirchen-Orgeln – Biberach, Ehingen, Ravensburg, Saulgau – wurden in den 1960er Jahren abgebrochen. Erhalten sind kleinere Orgeln, etwa das 1863 für Baltringen (Kreis Biberach) erbaute Werk oder der Prospekt seiner Orgel in Bergatreute (Kreis Ravensburg) von 1860.
Weigles Söhne (darunter Friedrich Weigle) und Enkel entwickelten zahlreiche technische Neuheiten, die Firma war auch weiterhin in Oberschwaben aktiv. Warum Urenkel Fritz Weigle (* 1925) seinen Betrieb 1985 bei op. 1381 aufgab, ist unbekannt, immerhin enthielt das Werkstattbuch noch drei Neubauaufträge. Fritz’ Sohn Joachim F. Weigle führt eine eigene Werkstatt in St.Johann-Upfingen (bei Bad Urach, Landkreis Reutlingen).

- Xaver Wetzel (1871–1923) stammte aus Rot bei Laupheim (Kreis Biberach). Ab 1908 war er in leitender Stellung bei Link und betrieb eine Filiale der Giengener Firma in Namur. 1918 kehrte er mit seiner Familie nach Rot zurück und ließ sich dort als Orgelbauer nieder. Seine für Rot und Großschafhausen (Kreis Biberach) gefertigten Orgeln sind erhalten. Wetzels Bruder Xaver wanderte zwischen 1910 und 1920 in die USA aus und eröffnete dort eine Werkstatt, die sein Sohn Markus Wetzel (1904–1984) bis zu seinem Tod betrieb.